# Göran Gyllenstierna af Lundholm
Göran Gyllenstierna af Lundholm, född 14 februari 1876 på Älvdalen i Kristianstads län, död 6 december 1968, var en svensk friherre av Gyllenstierna af Lundholm och militär.

## Biografi
Göran Gyllenstierna avlade officersexamen den 6 december 1895 och blev samma år underlöjtnant i Kronprinsens husarregemente (K 7) men överfördes redan 1896 till Norrlands dragonregemente (K 8). Därefter bar det av till Skånska dragonregementet (K 6) samma år. Han avancerade till löjtnant vid K 6 1902 och 2. löjtnant i regementet samma år för att sedan bli 1. löjtnant i regementet 1903. Han blev 1908 kapten i generalstaben. År 1909 flyttade han tillbaka till K 6 där han fick graden ryttmästare. Gyllenstierna återgick därefter till att vara kapten i generalstaben 1916 och befordrades samma år till major (i generalstaben). Han blev major i K 6 1917 och flyttade 1919 till Skånska husarregementet (K 5) där han blev överstelöjtnant. År 1921 befordrades han till överste och tillträde som sekundchef vid Livregementets dragoner (K 2). I samband med att detta drogs in blev han sekundchef för det nya Livregementet till häst (K 1) som var ett resultat av en sammanslagning mellan K 2 och livgardet till häst (K 1). Han blev 1930 generalmajor och kavalleriinspektör för att 1939 bli generalmajor i generalitetet där han erhöll avsked 1941.
Han var också extra adjutant vid I. arméfördelningsstaben 1902, generalstabsaspirant 190–1907, stabschef vid kavalleriinspektionen 1908–1910, tjänstgörande vid Lantförsvarsdepartementets kommandoexpedition 1910–1912 och vid generalstaben 1912, sakkunnig för utarbetande av förslag angående hästhållningen för officerare i armén 1915, chef för remontväsendet 1930–1939 samt ledamot av Kungliga Krigsvetenskapsakademien.

## Utmärkelser
- Arméns skyttemedalj
- Minnestecknet med anledning av Konung Gustaf V:s 70-årsdag
- Kommendör med stora korset av Svärdsorden
- Finlands vita ros
- Deutscher Adlerorden

## Familj
Göran Gyllenstierna var son till godsägaren friherre Nils Gyllenstierna af Lundholm och friherrinnan Margarete-Louise Charlotta Duwall. Han gifte sig 1904 med Anna Charlotta Neijber med vilken han fick fyra barn, däribland Ebbe Gyllenstierna.